# Murale sulla occupazione delle terre e lotta per lo sviluppo

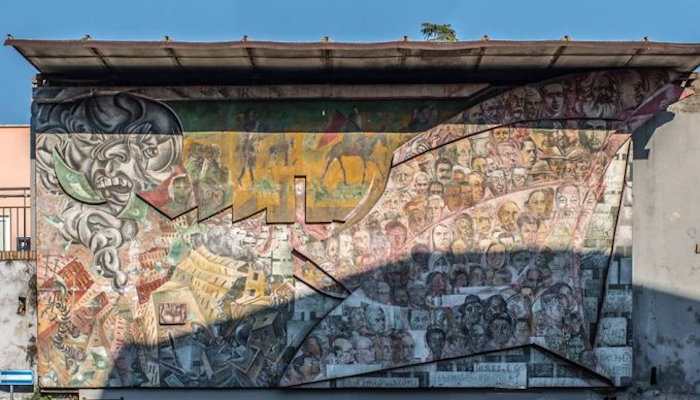
Il murale sulla occupazione delle terre e lotta per lo sviluppo a Fiano Romano

Il Murale sulla occupazione delle terre e lotta per lo sviluppo è un'opera pittorica del 1972, installata a Fiano Romano, che riproduce episodi e personaggi ispiratori e simboli dei movimenti per la pace, per l'occupazione delle terre e per uno sviluppo solidare ed equo.

## Storia
L'opera fu realizzata tra il 1970 e il 1972 dell'artista Rocco Falciano con la collaborazione di Ettore de Conciliis, all'interno dell'esperienza del Centro Arte Pubblica Popolare di Fiano Romano, e con contributi, su piccoli dettagli, di artisti quali Carlo Levi ed Ernesto Treccani.
L'ispirazione per il murale nacque dalla "Marcia dal Nord al Sud per il Vietnam e la Pace e l'Indipendenza" organizzata, tra gli altri, da Danilo Dolci e che nel novembre del 1967 aveva fatto tappa a Fiano Romano. 
L'opera vuole quindi essere una testimonianza di solidarietà e di vicinanza al popolo asiatico colpito in quegli anni dalla guerra del Vietnam e, al tempo stesso, ricollegarsi alle lotte e alle esperienze locali di contadini e operai per la conquista dei diritti e della pace.
Infatti la realizzazione dell'opera, sostenuta dall'amministrazione comunale, vide anche incontri degli artisti con la popolazione per definirne ed approfondirne i contenuti. 
Realizzato senza alcun costo per il Comune di Fiano Romano ed installato grazie all'opera gratuita di manodopera locale, il murale non mancò comunque di innescare polemiche e forti contrasti politici.

## Descrizione
Il murale, che copre un'area di 50 metri quadrati, è una sorta di pitto-scultura ispirata all'esperienza del muralismo messicano ed in cui sono riprodotti episodi e personaggi chiave per il movimento pacifista (come l'esplosione della bomba atomica), per quello di occupazione delle terre da parte dei contadini per sottrarle ai grandi latifondi (lotte che a Fiano Romano si erano vissute nel secondo dopoguerra) nonché per i movimenti operai per uno sviluppo equo e solidale, per l'allargamento dei diritti e contro lo sfruttamento capitalistico di popoli e risorse.
L'opera si articola così in tre rappresentazioni:
- a sinistra un fungo atomico su una città caotica e consumistica;
- al centro, in alto, immagini che rievocano le prime lotte contadine per la terra;
- a destra sventola una grande bandiera rossa composta dalle figure di eroi popolari e rivoluzionari, ed in basso cartelli con scritte operaie e contadine.

E cosí è possibile scorgere sulla grande bandiera Karl Marx e Papa Giovanni XXIII, Antonio Gramsci e Martin Luther King, Che Guevara e Gandhi, Palmiro Togliatti e Angela Davis e decine di altri personaggi che hanno segnato la storia di questi movimenti. 
Rocco Falciano ricorda che:
Lentamente era maturata l'idea di ricordare con un murale quelle lotte per i diritti civili e umani, collegandole al movimento locale per l'occupazione delle terre dopo la seconda guerra mondiale, e all'azione contemporanea per lo sviluppo, la solidarietà e la pace in Italia e in altre aree del mondo
L'opera è un esempio di quell'arte pubblica e popolare incentrata sull'impegno civile e politico, tipica degli anni sessanta e settanta del XX secolo.
Installato all'aperto, tra Piazzale Cairoli e Via Luigi Giustiniani, il murale è rimasto esposto nel corso degli anni alle intemperie e, mai restaurato, oggi mostra evidenti i segni del tempo e degli elementi.

## Restauro

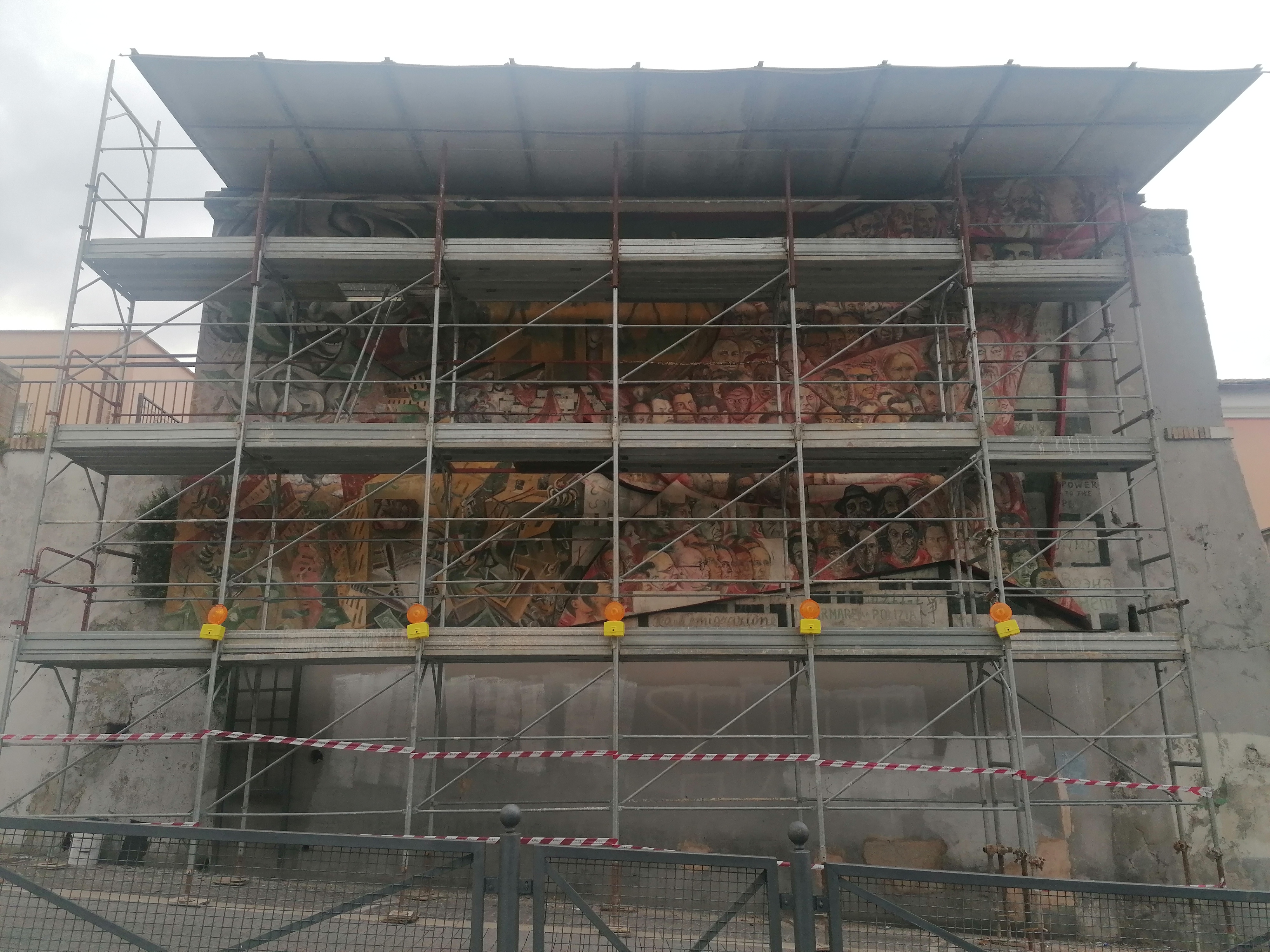
Lavori di restauro del murale a dicembre 2022

Nel mese di novembre 2022 il Comune di Fiano Romano affidò ad un professionista restauratore la realizzazione del restauro del murale per un importo di circa 30.000 euro, co-finanziati dalla Regione Lazio, da completare entro il 31 dicembre 2022.